# Križni griz
Križni griz je vrsta nepravilnega griza oziroma stika med zobmi zgornje in spodnje čeljusti. To pomeni, da so zobje na eni strani pomaknjeni bolj proti jeziku, na drugi pa bolj proti licu. Križni griz spada med ortodontske nepravilnosti.

## Vzroki
Križni griz pri otroku nastane zaradi spremenjenega odnosa med zgornjo in spodnjo čeljustjo ali zobmi. Zobni vzroki so lahko posledica premika enega ali dveh zob, kar vključuje hiperplazijo spodnje čeljusti, maksilarno hipoplazijo ali kombinacijo obeh. Nekaj študij navaja, da lahko k razvoju križnega griza prispevajo tudi razvade, kot npr. sesanje prsta ali dihanje skozi usta.

## Vrste
Obstaja več vrst križnega griza:
- enostranski ali obojestranski griz,

- sprednji ali zadnji griz (prisoten je lahko spredaj ali zadaj),

- križni griz v transkaninem sektorju,

- skeletni križni griz.

## Zdravljenje
Križni griz se po navadi zdravi z ortodontskim zobnim aparatom, ki neporavnane zobe spravi v pravilen položaj. Če je križni griz med kritičnimi stanji, ortodont predpiše fiksni zobni aparat, če pa griz ni med kritičnimi stanji, se prepiše snemalni aparat, ki se ga uporablja med spanjem.
Cilj zdravljenja enostranskega križnega griza mora vsekakor vključevati odstranjevanje okluzalnih motenj in odpravo funkcionalnega premika. Zgodnje zdravljenje zadnjega križnega griza lahko pomaga preprečiti pojav patologije temporomandibularnega sklepa.
Enostranske križne ugrize je mogoče tudi diagnosticirati in pravilno zdraviti z uporabo opornice za deprogramiranje. Ta opornica ima ravno okluzijsko površino, zaradi česar se mišice deprogramirajo in vzpostavijo nove senzorične engrame. Ko se opornico odstrani, lahko na njej diagnosticiramo ustrezen centrični griz.

### Samokorekcija
Literatura navaja, da se zelo malo bolnikov s križnim grizem nagiba k samokorekciji, kar pogosto upravičuje pristop k zdravljenju, da se ti ugrizi odpravijo čim prej. Samo 0–9% bolnikov s križnim grizem se samopopravi. Lindner in sod. je poročal, da so 50% bolnikov s križnim grizem popravili pri 76 štiriletnih otrocih.

## Zapleti
Če se križnega griza ne zdravi, lahko pride do različnih zapletov. Nezdravljen enostranski križni griz z deviacijo spodnje čeljusti lahko povzroči asimetrijo obraza, nepravilno žvečenje, težave v čeljustnem sklepu, prezgodnjo obrabo zob in manj privlačen nasmeh. Krivi zobje, ki jih povzroči križni griz, lahko privedejo do slabe ustne higjene ter posledično tudi do večjega tveganja za nastanek kariesa.